# Leichenfänger

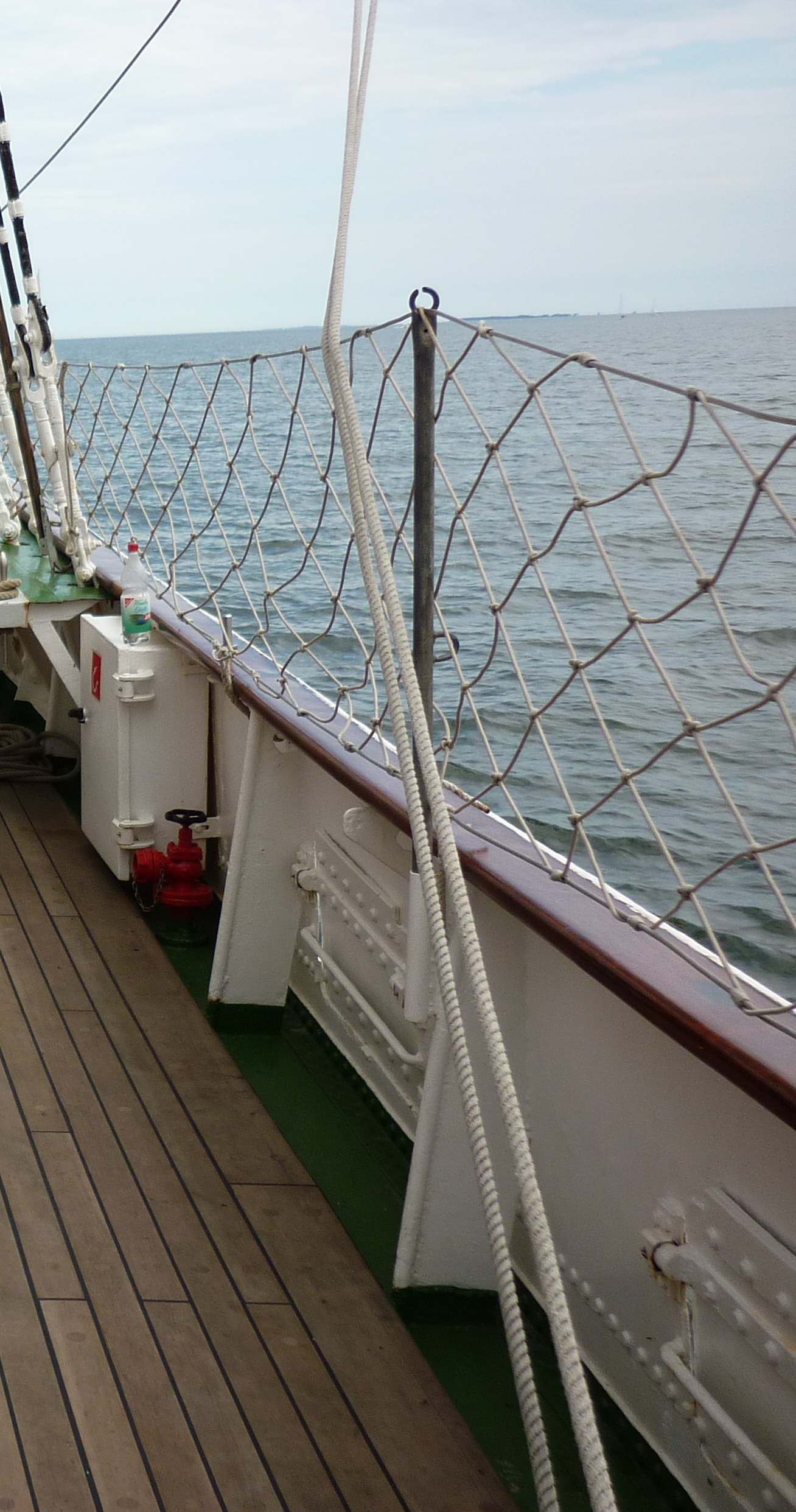
Leichenfänger über dem Schanzkleid (weiß) der Greif

Ein Leichenfänger ist ein grobmaschiges Sicherheitsnetz, das entlang der Seite eines Schiffes gespannt wird und verhindern soll, dass jemand bei schwerem Seegang oder starker Krängung über Bord fällt. Es erhöht das Schanzkleid bzw. die Reling und wird auf Traditionsseglern meist zwischen den Wanten gespannt; beispielsweise werden dann auf einem Dreimaster zwei Leichenfänger pro Seite gespannt.
Auf kleineren Segelschiffen und Yachten würden Netze über der Reling die Segelführung behindern. Zur Sicherung der Mannschaft verwendet man dort stattdessen Strecktaue und Lifebelts, mit denen die Crewmitglieder selbst am Schiff festgebunden werden. 

## Beleg
- Dietmar Bartz: Seemannssprache – Von Tampen, Pütz und Wanten. Verlag Delius Klasing, ISBN 3768819337.